# 1298
Portal Geschichte | Portal Biografien | Aktuelle Ereignisse | Jahreskalender | Tagesartikel

◄ |
12. Jahrhundert |
13. Jahrhundert
| 14. Jahrhundert | ►

◄ |
1260er |
1270er |
1280er |
1290er
| 1300er | 1310er | 1320er | ►

◄◄ |
◄ |
1294 |
1295 |
1296 |
1297 |
1298
| 1299 | 1300 | 1301 | 1302 | ► | ►►
Staatsoberhäupter  · Nekrolog
| Januar | Januar | Januar | Januar | Januar | Januar | Januar | Januar |
| Kw     | Mo     | Di     | Mi     | Do     | Fr     | Sa     | So     |
| 1      |        |        | 1      | 2      | 3      | 4      | 5      |
| 2      | 6      | 7      | 8      | 9      | 10     | 11     | 12     |
| 3      | 13     | 14     | 15     | 16     | 17     | 18     | 19     |
| 4      | 20     | 21     | 22     | 23     | 24     | 25     | 26     |
| 5      | 27     | 28     | 29     | 30     | 31     |        |        |
| ------ | ------ | ------ | ------ | ------ | ------ | ------ | ------ |

| Februar | Februar | Februar | Februar | Februar | Februar | Februar | Februar |
| Kw      | Mo      | Di      | Mi      | Do      | Fr      | Sa      | So      |
| 5       |         |         |         |         |         | 1       | 2       |
| 6       | 3       | 4       | 5       | 6       | 7       | 8       | 9       |
| 7       | 10      | 11      | 12      | 13      | 14      | 15      | 16      |
| 8       | 17      | 18      | 19      | 20      | 21      | 22      | 23      |
| 9       | 24      | 25      | 26      | 27      | 28      |         |         |
| ------- | ------- | ------- | ------- | ------- | ------- | ------- | ------- |

| März | März | März | März | März | März | März | März |
| Kw   | Mo   | Di   | Mi   | Do   | Fr   | Sa   | So   |
| 9    |      |      |      |      |      | 1    | 2    |
| 10   | 3    | 4    | 5    | 6    | 7    | 8    | 9    |
| 11   | 10   | 11   | 12   | 13   | 14   | 15   | 16   |
| 12   | 17   | 18   | 19   | 20   | 21   | 22   | 23   |
| 13   | 24   | 25   | 26   | 27   | 28   | 29   | 30   |
| 14   | 31   |      |      |      |      |      |      |
| ---- | ---- | ---- | ---- | ---- | ---- | ---- | ---- |

| April | April | April | April | April | April | April | April |
| Kw    | Mo    | Di    | Mi    | Do    | Fr    | Sa    | So    |
| 14    |       | 1     | 2     | 3     | 4     | 5     | 6     |
| 15    | 7     | 8     | 9     | 10    | 11    | 12    | 13    |
| 16    | 14    | 15    | 16    | 17    | 18    | 19    | 20    |
| 17    | 21    | 22    | 23    | 24    | 25    | 26    | 27    |
| 18    | 28    | 29    | 30    |       |       |       |       |
| ----- | ----- | ----- | ----- | ----- | ----- | ----- | ----- |

| Mai | Mai | Mai | Mai | Mai | Mai | Mai | Mai |
| Kw  | Mo  | Di  | Mi  | Do  | Fr  | Sa  | So  |
| 18  |     |     |     | 1   | 2   | 3   | 4   |
| 19  | 5   | 6   | 7   | 8   | 9   | 10  | 11  |
| 20  | 12  | 13  | 14  | 15  | 16  | 17  | 18  |
| 21  | 19  | 20  | 21  | 22  | 23  | 24  | 25  |
| 22  | 26  | 27  | 28  | 29  | 30  | 31  |     |
| --- | --- | --- | --- | --- | --- | --- | --- |

| Juni | Juni | Juni | Juni | Juni | Juni | Juni | Juni |
| Kw   | Mo   | Di   | Mi   | Do   | Fr   | Sa   | So   |
| 22   |      |      |      |      |      |      | 1    |
| 23   | 2    | 3    | 4    | 5    | 6    | 7    | 8    |
| 24   | 9    | 10   | 11   | 12   | 13   | 14   | 15   |
| 25   | 16   | 17   | 18   | 19   | 20   | 21   | 22   |
| 26   | 23   | 24   | 25   | 26   | 27   | 28   | 29   |
| 27   | 30   |      |      |      |      |      |      |
| ---- | ---- | ---- | ---- | ---- | ---- | ---- | ---- |

| Juli | Juli | Juli | Juli | Juli | Juli | Juli | Juli |
| Kw   | Mo   | Di   | Mi   | Do   | Fr   | Sa   | So   |
| 27   |      | 1    | 2    | 3    | 4    | 5    | 6    |
| 28   | 7    | 8    | 9    | 10   | 11   | 12   | 13   |
| 29   | 14   | 15   | 16   | 17   | 18   | 19   | 20   |
| 30   | 21   | 22   | 23   | 24   | 25   | 26   | 27   |
| 31   | 28   | 29   | 30   | 31   |      |      |      |
| ---- | ---- | ---- | ---- | ---- | ---- | ---- | ---- |

| August | August | August | August | August | August | August | August |
| Kw     | Mo     | Di     | Mi     | Do     | Fr     | Sa     | So     |
| 31     |        |        |        |        | 1      | 2      | 3      |
| 32     | 4      | 5      | 6      | 7      | 8      | 9      | 10     |
| 33     | 11     | 12     | 13     | 14     | 15     | 16     | 17     |
| 34     | 18     | 19     | 20     | 21     | 22     | 23     | 24     |
| 35     | 25     | 26     | 27     | 28     | 29     | 30     | 31     |
| ------ | ------ | ------ | ------ | ------ | ------ | ------ | ------ |

| September | September | September | September | September | September | September | September |
| Kw        | Mo        | Di        | Mi        | Do        | Fr        | Sa        | So        |
| 36        | 1         | 2         | 3         | 4         | 5         | 6         | 7         |
| 37        | 8         | 9         | 10        | 11        | 12        | 13        | 14        |
| 38        | 15        | 16        | 17        | 18        | 19        | 20        | 21        |
| 39        | 22        | 23        | 24        | 25        | 26        | 27        | 28        |
| 40        | 29        | 30        |           |           |           |           |           |
| --------- | --------- | --------- | --------- | --------- | --------- | --------- | --------- |

| Oktober | Oktober | Oktober | Oktober | Oktober | Oktober | Oktober | Oktober |
| Kw      | Mo      | Di      | Mi      | Do      | Fr      | Sa      | So      |
| 40      |         |         | 1       | 2       | 3       | 4       | 5       |
| 41      | 6       | 7       | 8       | 9       | 10      | 11      | 12      |
| 42      | 13      | 14      | 15      | 16      | 17      | 18      | 19      |
| 43      | 20      | 21      | 22      | 23      | 24      | 25      | 26      |
| 44      | 27      | 28      | 29      | 30      | 31      |         |         |
| ------- | ------- | ------- | ------- | ------- | ------- | ------- | ------- |

| November | November | November | November | November | November | November | November |
| Kw       | Mo       | Di       | Mi       | Do       | Fr       | Sa       | So       |
| 44       |          |          |          |          |          | 1        | 2        |
| 45       | 3        | 4        | 5        | 6        | 7        | 8        | 9        |
| 46       | 10       | 11       | 12       | 13       | 14       | 15       | 16       |
| 47       | 17       | 18       | 19       | 20       | 21       | 22       | 23       |
| 48       | 24       | 25       | 26       | 27       | 28       | 29       | 30       |
| -------- | -------- | -------- | -------- | -------- | -------- | -------- | -------- |

| Dezember | Dezember | Dezember | Dezember | Dezember | Dezember | Dezember | Dezember |
| Kw       | Mo       | Di       | Mi       | Do       | Fr       | Sa       | So       |
| 49       | 1        | 2        | 3        | 4        | 5        | 6        | 7        |
| 50       | 8        | 9        | 10       | 11       | 12       | 13       | 14       |
| 51       | 15       | 16       | 17       | 18       | 19       | 20       | 21       |
| 52       | 22       | 23       | 24       | 25       | 26       | 27       | 28       |
| 1        | 29       | 30       | 31       |          |          |          |          |
| -------- | -------- | -------- | -------- | -------- | -------- | -------- | -------- |

| Januar | Januar | Januar | Januar | Januar | Januar | Januar | Januar |
| Kw     | Mo     | Di     | Mi     | Do     | Fr     | Sa     | So     |
| 1      |        |        | 1      | 2      | 3      | 4      | 5      |
| 2      | 6      | 7      | 8      | 9      | 10     | 11     | 12     |
| 3      | 13     | 14     | 15     | 16     | 17     | 18     | 19     |
| 4      | 20     | 21     | 22     | 23     | 24     | 25     | 26     |
| 5      | 27     | 28     | 29     | 30     | 31     |        |        |
| ------ | ------ | ------ | ------ | ------ | ------ | ------ | ------ |

| Februar | Februar | Februar | Februar | Februar | Februar | Februar | Februar |
| Kw      | Mo      | Di      | Mi      | Do      | Fr      | Sa      | So      |
| 5       |         |         |         |         |         | 1       | 2       |
| 6       | 3       | 4       | 5       | 6       | 7       | 8       | 9       |
| 7       | 10      | 11      | 12      | 13      | 14      | 15      | 16      |
| 8       | 17      | 18      | 19      | 20      | 21      | 22      | 23      |
| 9       | 24      | 25      | 26      | 27      | 28      |         |         |
| ------- | ------- | ------- | ------- | ------- | ------- | ------- | ------- |

| März | März | März | März | März | März | März | März |
| Kw   | Mo   | Di   | Mi   | Do   | Fr   | Sa   | So   |
| 9    |      |      |      |      |      | 1    | 2    |
| 10   | 3    | 4    | 5    | 6    | 7    | 8    | 9    |
| 11   | 10   | 11   | 12   | 13   | 14   | 15   | 16   |
| 12   | 17   | 18   | 19   | 20   | 21   | 22   | 23   |
| 13   | 24   | 25   | 26   | 27   | 28   | 29   | 30   |
| 14   | 31   |      |      |      |      |      |      |
| ---- | ---- | ---- | ---- | ---- | ---- | ---- | ---- |

| April | April | April | April | April | April | April | April |
| Kw    | Mo    | Di    | Mi    | Do    | Fr    | Sa    | So    |
| 14    |       | 1     | 2     | 3     | 4     | 5     | 6     |
| 15    | 7     | 8     | 9     | 10    | 11    | 12    | 13    |
| 16    | 14    | 15    | 16    | 17    | 18    | 19    | 20    |
| 17    | 21    | 22    | 23    | 24    | 25    | 26    | 27    |
| 18    | 28    | 29    | 30    |       |       |       |       |
| ----- | ----- | ----- | ----- | ----- | ----- | ----- | ----- |

| Mai | Mai | Mai | Mai | Mai | Mai | Mai | Mai |
| Kw  | Mo  | Di  | Mi  | Do  | Fr  | Sa  | So  |
| 18  |     |     |     | 1   | 2   | 3   | 4   |
| 19  | 5   | 6   | 7   | 8   | 9   | 10  | 11  |
| 20  | 12  | 13  | 14  | 15  | 16  | 17  | 18  |
| 21  | 19  | 20  | 21  | 22  | 23  | 24  | 25  |
| 22  | 26  | 27  | 28  | 29  | 30  | 31  |     |
| --- | --- | --- | --- | --- | --- | --- | --- |

| Juni | Juni | Juni | Juni | Juni | Juni | Juni | Juni |
| Kw   | Mo   | Di   | Mi   | Do   | Fr   | Sa   | So   |
| 22   |      |      |      |      |      |      | 1    |
| 23   | 2    | 3    | 4    | 5    | 6    | 7    | 8    |
| 24   | 9    | 10   | 11   | 12   | 13   | 14   | 15   |
| 25   | 16   | 17   | 18   | 19   | 20   | 21   | 22   |
| 26   | 23   | 24   | 25   | 26   | 27   | 28   | 29   |
| 27   | 30   |      |      |      |      |      |      |
| ---- | ---- | ---- | ---- | ---- | ---- | ---- | ---- |

| Juli | Juli | Juli | Juli | Juli | Juli | Juli | Juli |
| Kw   | Mo   | Di   | Mi   | Do   | Fr   | Sa   | So   |
| 27   |      | 1    | 2    | 3    | 4    | 5    | 6    |
| 28   | 7    | 8    | 9    | 10   | 11   | 12   | 13   |
| 29   | 14   | 15   | 16   | 17   | 18   | 19   | 20   |
| 30   | 21   | 22   | 23   | 24   | 25   | 26   | 27   |
| 31   | 28   | 29   | 30   | 31   |      |      |      |
| ---- | ---- | ---- | ---- | ---- | ---- | ---- | ---- |

| August | August | August | August | August | August | August | August |
| Kw     | Mo     | Di     | Mi     | Do     | Fr     | Sa     | So     |
| 31     |        |        |        |        | 1      | 2      | 3      |
| 32     | 4      | 5      | 6      | 7      | 8      | 9      | 10     |
| 33     | 11     | 12     | 13     | 14     | 15     | 16     | 17     |
| 34     | 18     | 19     | 20     | 21     | 22     | 23     | 24     |
| 35     | 25     | 26     | 27     | 28     | 29     | 30     | 31     |
| ------ | ------ | ------ | ------ | ------ | ------ | ------ | ------ |

| September | September | September | September | September | September | September | September |
| Kw        | Mo        | Di        | Mi        | Do        | Fr        | Sa        | So        |
| 36        | 1         | 2         | 3         | 4         | 5         | 6         | 7         |
| 37        | 8         | 9         | 10        | 11        | 12        | 13        | 14        |
| 38        | 15        | 16        | 17        | 18        | 19        | 20        | 21        |
| 39        | 22        | 23        | 24        | 25        | 26        | 27        | 28        |
| 40        | 29        | 30        |           |           |           |           |           |
| --------- | --------- | --------- | --------- | --------- | --------- | --------- | --------- |

| Oktober | Oktober | Oktober | Oktober | Oktober | Oktober | Oktober | Oktober |
| Kw      | Mo      | Di      | Mi      | Do      | Fr      | Sa      | So      |
| 40      |         |         | 1       | 2       | 3       | 4       | 5       |
| 41      | 6       | 7       | 8       | 9       | 10      | 11      | 12      |
| 42      | 13      | 14      | 15      | 16      | 17      | 18      | 19      |
| 43      | 20      | 21      | 22      | 23      | 24      | 25      | 26      |
| 44      | 27      | 28      | 29      | 30      | 31      |         |         |
| ------- | ------- | ------- | ------- | ------- | ------- | ------- | ------- |

| November | November | November | November | November | November | November | November |
| Kw       | Mo       | Di       | Mi       | Do       | Fr       | Sa       | So       |
| 44       |          |          |          |          |          | 1        | 2        |
| 45       | 3        | 4        | 5        | 6        | 7        | 8        | 9        |
| 46       | 10       | 11       | 12       | 13       | 14       | 15       | 16       |
| 47       | 17       | 18       | 19       | 20       | 21       | 22       | 23       |
| 48       | 24       | 25       | 26       | 27       | 28       | 29       | 30       |
| -------- | -------- | -------- | -------- | -------- | -------- | -------- | -------- |

| Dezember | Dezember | Dezember | Dezember | Dezember | Dezember | Dezember | Dezember |
| Kw       | Mo       | Di       | Mi       | Do       | Fr       | Sa       | So       |
| 49       | 1        | 2        | 3        | 4        | 5        | 6        | 7        |
| 50       | 8        | 9        | 10       | 11       | 12       | 13       | 14       |
| 51       | 15       | 16       | 17       | 18       | 19       | 20       | 21       |
| 52       | 22       | 23       | 24       | 25       | 26       | 27       | 28       |
| 1        | 29       | 30       | 31       |          |          |          |          |
| -------- | -------- | -------- | -------- | -------- | -------- | -------- | -------- |

## Ereignisse

### Politik und Weltgeschehen

#### Heiliges Römisches Reich
- 2. März: Bern siegt in der Schlacht am Dornbühl gegen Freiburg.
- 20. April bis 19. Oktober: Judenverfolgung in Süddeutschland: „Rintfleisch-Pogrom“
- 23. Juni: König Adolf von Nassau wird von den Kurfürsten abgesetzt und an seiner statt der Habsburger Albrecht I. als römisch-deutscher König gewählt.
- 2. Juli: Adolf von Nassau fällt in der Schlacht bei Göllheim nahe Worms (auch Schlacht auf dem Hasenbühl genannt) gegen König Albrecht I.
- In der Schweiz entsteht ein kleiner Städtebund zwischen Bern, Biel, Murten und Solothurn.

#### Mittelmeerraum
- 23. Juli: Karl II. von Anjou organisiert eine Lebensmittel- und Nachrichtensperre gegen Monaco, das sich seit dem Vorjahr unter der Herrschaft von Raniero Grimaldi befindet.
- 8. September: In der Seeschlacht bei Curzola vor Dalmatien im Adriatischen Meer schlägt Genua die Republik Venedig. Dabei gerät unter anderem der Venezianer Marco Polo in genuesische Kriegsgefangenschaft. Die Seerepublik Genua ist nach dem Sieg im Curzola-Krieg auf dem Höhepunkt ihrer Macht.

#### England
- 22. Juli: Englands König Edward I. ist mit seiner Armee in der Schlacht von Falkirk gegen die von William Wallace angeführten Schotten erfolgreich. Edward ist es aus Nachschubmangel jedoch nicht möglich, den fliehenden Wallace zu verfolgen und den Aufstand endgültig zu beenden. Er muss sich nach England zurückziehen und die Kräfte wieder aufbauen. Die Rebellion von William Wallace ist durch die Niederlage von Falkirk dennoch zerschlagen. Der schottische Unabhängigkeitskampf geht nun endgültig auf Robert the Bruce über.

#### Skandinavien

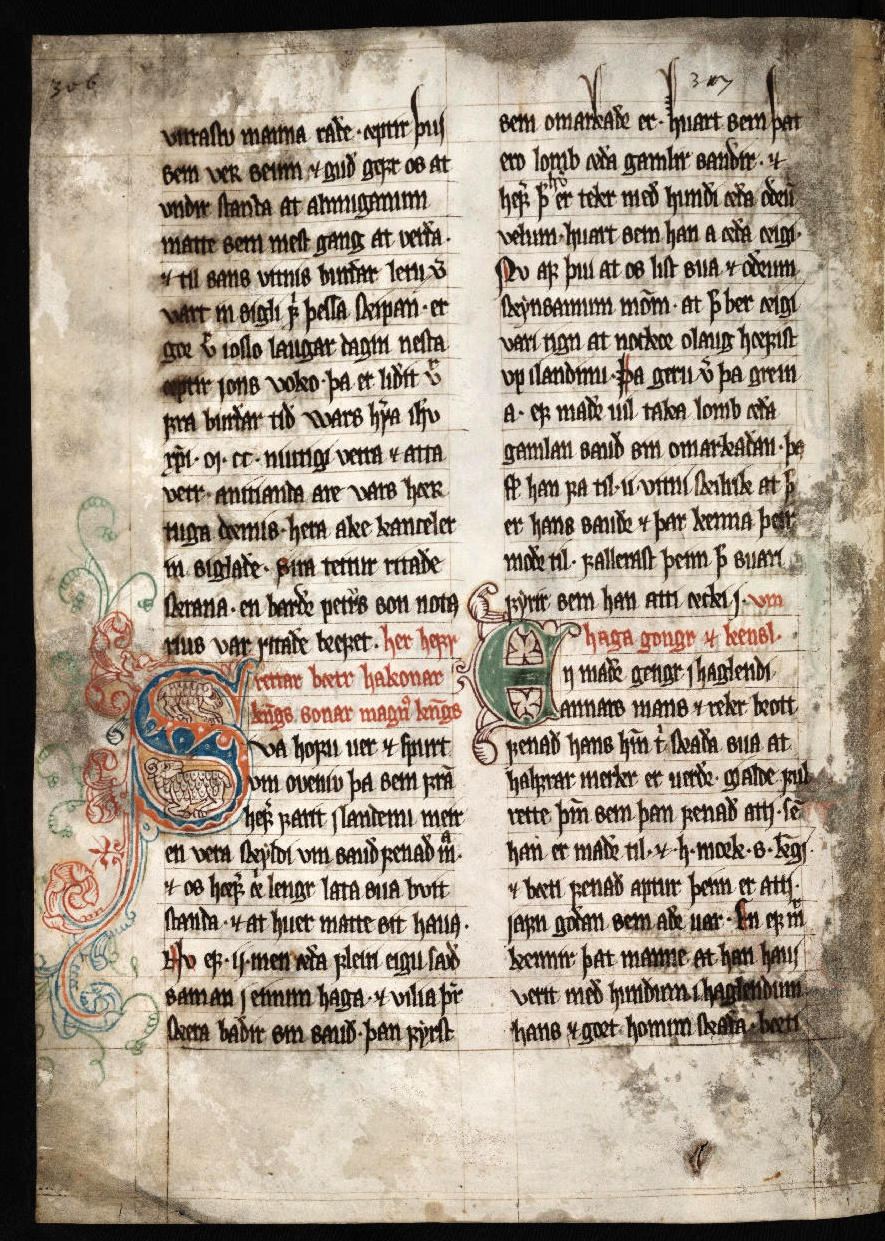
Anfang des Schafsbriefs

- 24. Juni: Mit dem Seyðabrævið (Schafsbrief) erhalten die Färöer ihre erste eigene Verfassung. Es ist die färöische Erweiterung der norwegischen Gesetzessammlung Forn Landslóg, die speziell färöische landwirtschaftliche Fragen wie die Regelung des Umgangs mit dem Heideland, Bestimmungen über die Schafhaltung und Schlichtungsordnungen für Streitigkeiten unter den Hirten enthält. Darüber hinaus regelt der Schafsbrief auch den Grindwalfang. Neben einem Spiegel der färöischen Gesellschaft zu dieser Zeit ist der Schafsbrief eine wichtige Quelle zum Geldwesen der Färöer im Mittelalter. Viele Regelungen des Schafsbriefs erweisen sich als sehr passend und daher dauerhaft. Sie bleiben über Jahrhunderte bis in die Neuzeit in Kraft.

#### Asien
- Nach der Absetzung von David VIII. und Giorgi V. wird Wachtang III. von den mongolischen Ilchanen als Herrscher von Georgien eingesetzt. Die nördlichen und östlichen Landesteile halten allerdings weiter zu David.
- Go-Fushimi wird 93. Kaiser (Tennō) von Japan.

#### Stadtrechte und urkundliche Ersterwähnungen
- Erste urkundliche Erwähnung von Höchstädt, Neuendettelsau, Neunkirchen (Baden), Schlechtbach, Schluein, Sonvilier, Spraitbach und Unterendingen

### Kultur
- ab September: Der Venezianer Marco Polo diktiert als genuesischer Gefangener seinem Mithäftling Rustichello da Pisa den Bericht Il Milione über seine Reisen.

### Religion
- 3. März: Der Liber Sextus genannte dritte Teil der mittelalterlichen Kirchenrechtssammlung Corpus Iuris Canonici wird vom Papst Bonifatius VIII. promulgiert.
- 27. April: Galvano Fiamma tritt in den Predigerorden ein.
- 5. Mai: Der Grundstein für die Kathedrale von Barcelona wird gelegt.
- Pfingsten: Auf dem Generalkapitel der Dominikaner in Metz wird das gleichzeitige Ausüben der Ämter eines Priors und Vikars untersagt. Damit muss Meister Eckhart eines der beiden Ämter niederlegen. Welches das war, ist nicht bekannt.

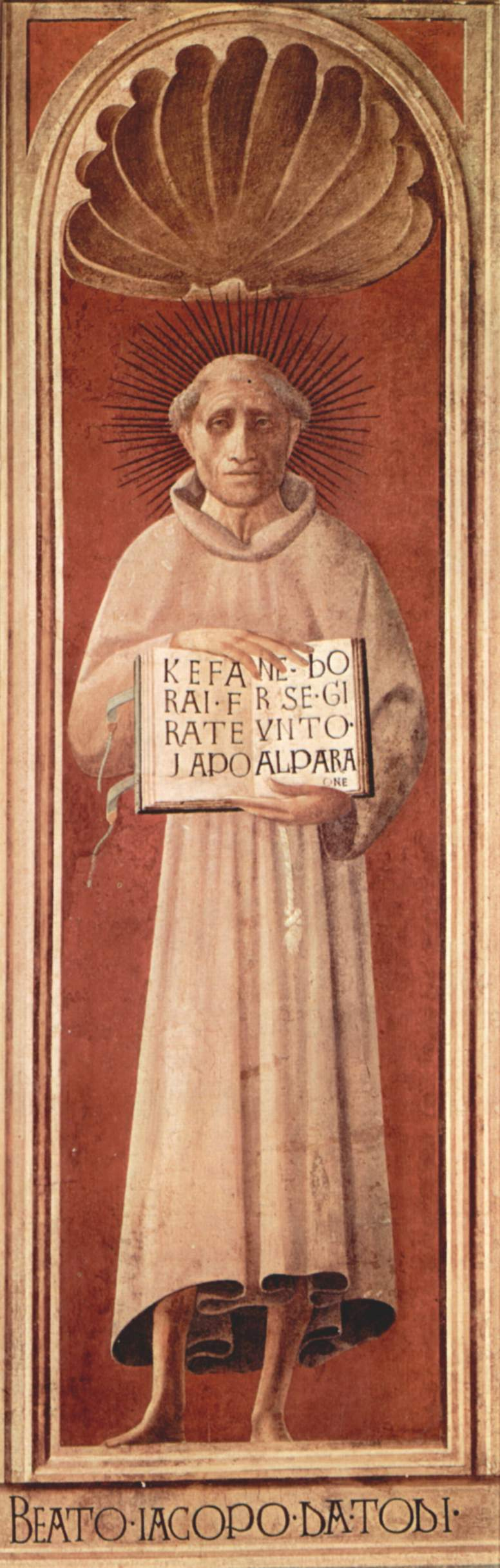
Iacopone da Todi

- Papst Bonifatius VIII. exkommuniziert den Franziskaner Iacopone da Todi und lässt ihn einkerkern, weil dieser im Armutsstreit für die radikale Armut im Sinne des Franz von Assisi eintritt.
- Heinrich Jonghen wird Titularbischof von Rodestonensis und Weihbischof in Köln.

## Geboren
- um 20. März: Thomas Wake, englischer Adeliger und Militär († 1349)
- 9. August: Robert Ufford, 1. Earl of Suffolk, englischer Adliger († 1369)
- 12. Dezember: Albrecht II., Herzog von Österreich († 1358)
- Angelo Acciaiuoli, Bischof von Florenz († 1357)
- Andrew Murray, Heerführer im schottischen Unabhängigkeitskrieg († 1338)
- Eudo Zouche, englischer Adeliger († 1326)

## Gestorben

### Erstes Halbjahr
- 6. Januar: Dominicus Krafft, Kanzler des römisch-deutschen Königs Rudolf von Habsburg (* um 1250)
- 17. Januar: Berthold II.von Heiligenberg, Bischof von Chur
- 9. Februar: Ela Longespée, englischer Adlige
- 14. März: (1296/) Petrus Johannis Olivi, französischer Theologe (* 1247/48)
- 17. April: Albrecht II., Graf von Hohenberg-Rotenburg (* um 1235)
- 17. April: Árni Þorláksson, Bischof von Skálholt in Island (* 1237)
- 1. Mai: Jutta von Freckenhorst, Äbtissin im Stift Freckenhorst
- 4. Mai: Friedrich VI., Graf von Zollern
- 22. Mai: Robert de Tibetot, anglonormannischer Ritter (* 1228)
- 25. oder 27. Mai: William of Louth, englischer Beamter und Geistlicher (* um 1240)
- 3. Juni: Pietro de L’Aquila, Kardinal der katholischen Kirche
- 5. oder 9. Juni: William de Beauchamp, 9. Earl of Warwick, englischer Magnat (* um 1238)

### Zweites Halbjahr
- 2. Juli: Adolf von Nassau, römisch-deutscher König (* um 1250)
- 13. oder 14. Juli: Jacobus de Voragine, italienischer Erzbischof und kirchenlateinischer Schriftsteller (* 1226/1230)
- 22. Juli: Herbert de Maxwell, schottischer Ritter (* um 1240)
- 22. Juli: John Stewart, schottischer Adeliger
- 23. Juli: Thoros III., König des Armenischen Königreichs von Kilikien (* 1271)
- 1. August: Ibn Wasil, arabischer Politiker, Diplomat und Geschichtsschreiber (* 1208)
- 23. August: Heinrich der Jüngere, ältester Sohn und Mitregent von Heinrich I., Landgraf von Hessen (* 1265)
- 25. August: Albrecht II., Herzog von Sachsen (* um 1250)
- 29. August: Eleonore von England, Gräfin von Bar (* 1269)
- 11. September: Philippe d’Artois, Herr von Conches-en-Ouche, Mehun-sur-Yèvre, Nonancourt und Domfront (* 1269)
- 28. November: Hartnid von Lichtenstein-Offenberg, Bischof von Gurk
- 24. Dezember: Teodorico Borgognoni, dominikanischer Mönch, Bischof von Cervia und Arzt des Papstes Innozenz III. (* 1205 oder 1206)
- 31. Dezember: Humphrey de Bohun, 3. Earl of Hereford, englischer Magnat (* um 1249)

### Genaues Todesdatum unbekannt
- Anfang September: Robert of Ufford, englischer Ritter (* um 1235)
- Engelbert von Deckenbrock, deutscher Ritter, Burgmann zu Ahaus, Droste des Domkapitels, Schöffe der Stadt Münster, Kämmerer des Kanonissenstifts Überwasserkirche in Münster, Gutsbesitzer (* vor 1266)
- Elisabeth von Wetzikon, schweizerische Theologin (* um 1235)
- Giovanni da Procida, sizilischer Arzt (* 1210)
- Heinrich von Windeck, Sohn des Grafen Adolf IV. von Berg
- Mordechai ben Hillel, deutscher Rabbiner (* um 1250)
- Ngam Mueang, Herrscher von Phayao in Nord-Thailand (* 1238)
- Otto V., Markgraf von Brandenburg (* um 1246)
- Smilez, Zar von Bulgarien
- Zhou Mi, chinesischer Literat (* 1232)

### Gestorben um 1298
- Yaqut al-Mustaʿsimi, arabischer Kalligraf